# Musiqq
Marats Ogļezņevs és Emīls Balceris, vagyis a Musiqq egy lett duó, akik 2009-ben alakultak.
Első albumuk címe "Šī ir tikai mūzika" volt, ami 2010-ben debütált.
A lett köztelevízió által 2011. február 26-án megrendezett Eirodzesma nevű nemzeti döntőn az Angel in Disguise című dallal, atíz  fős mezőnyből bejutott a legjobb háromba, a szuperfináléba, ahol a nézők szavazatainak többségét megszerezve győztek.

## Diszkográfia
Albumok
- 2010 – Šī ir tikai mūzika

Dalok
- Klimata kontrole
- Abrakadabra
- Dzimšanas diena
- Angel in Disguise

## Fordítás
- Ez a szócikk részben vagy egészben  a   Musiqq című angol Wikipédia-szócikk fordításán alapul.  Az eredeti cikk szerkesztőit annak laptörténete sorolja fel. Ez a jelzés csupán a megfogalmazás eredetét és a szerzői jogokat jelzi, nem szolgál a cikkben szereplő információk forrásmegjelöléseként.

## Lásd még
- 2011-es Eurovíziós Dalfesztivál
- Angel in Disguise
- Lettország az Eurovíziós Dalfesztiválokon